# Anneville-en-Saire
Anneville-en-Saire is een gemeente in het Franse departement Manche (regio Normandië) en telt 324 inwoners (1999). De plaats maakt deel uit van het arrondissement Cherbourg.

## Geografie
De oppervlakte van Anneville-en-Saire bedraagt 6,1 km², de bevolkingsdichtheid is 53,1 inwoners per km².
De onderstaande kaart toont de ligging van Anneville-en-Saire met de belangrijkste infrastructuur en aangrenzende gemeenten.

## Demografie
Onderstaande figuur toont het verloop van het inwonertal (bron: INSEE-tellingen).

1. ↑  Populations de référence 2022.